# 生駒正純
生駒 正純（いこま まさずみ）は、日本の武将。織田家の家臣である。

## 経歴
出自は不詳。織田信雄の家臣であるため、尾張生駒氏の一族と考えられる。
大坂の陣では、慶長19年（1614年）11月 - 慶長20年（1615年）5月の間に豊臣側の家臣として参加した。
織田信武が松山陣屋にて自害した背景には正純が関連しており、信雄の頃から仕えた宿老と2代・織田高長から仕えた加賀藩士が対立。この頃、正純は信雄の頃から仕えた宿老であり、年寄であった。
宿老には、家老・生駒則親　年寄・田中安定、生駒正純　中老・生駒玄矩　組頭・大野忠友がいた。
また、この宿老らで織田信武の家臣であり対立していた加賀藩士の中山正峯を訴えた事をきっかけに、後に宇陀崩れが発生した。
訴えは退けられたが、この事をきっかけに次々と生駒家が処分されていった。しかし、この頃の正純の記述は不明である。